# Белоглазовский сельсовет
Белоглазовский сельсовет — муниципальное образование со статусом сельского поселения и административно-территориальное образование в Шипуновском районе Алтайского края России. Административный центр — село Белоглазово.

## Население
| 1997  | 1998  | 1999  | 2000  | 2001  | 2002  |
| ----- | ----- | ----- | ----- | ----- | ----- |
| 1616  | ↘1610 | ↘1598 | ↘1569 | ↘1534 | ↘1519 |
| 2003  | 2004  | 2005  | 2006  | 2007  | 2008  |
| ↘1465 | ↘1446 | ↘1424 | ↘1410 | ↘1396 | ↘1344 |
| 2009  | 2010  | 2011  | 2012  | 2013  | 2014  |
| ↘1251 | ↘1174 | ↘1171 | ↗1172 | ↘1129 | ↘1106 |
| 2015  | 2016  | 2017  | 2018  | 2019  | 2020  |
| ↘1079 | ↗1085 | ↘1062 | ↘1038 | ↘1030 | →1030 |
| 2021  |       |       |       |       |       |
| ↘1003 |       |       |       |       |       |

По результатам Всероссийской переписи населения 2010 года, численность населения муниципального образования составила 1174 человека, в том числе 555 мужчин и 619 женщин. Оценка Росстата на 1 января 2012 года — 1172 человека.

## Населённые пункты
В состав сельского поселения входит 3 населённых пункта:
- село Белоглазово,
- посёлок Метели,
- посёлок Ясная Поляна.